# Stavangerska stolnica
Stavangerska stolnica (norveško Stavanger domkirke) je najstarejša stolnica na Norveškem in sedež stavangerskega škofa, ki vodi škofijo Stavanger v Norveški Cerkvi. Stoji v središču mesta Stavanger, ki leži v jugozahodnem delu velike občine Stavanger v osrednjem okrožju Rogaland na Norveškem. Cerkev je v središču mesta, v soseski Storhaug med Breiavatnetom na jugu, trgom z Vågenom na severozahodu, Katedralnim trgom na severu in Kongsgårdom na jugozahodu.
Je ena od dveh cerkva župnije Domkirken og St. Petri, ki je del Stavanger domprosti (naddekanije) v škofiji Stavanger. Siva, kamnita cerkev je bila zgrajena v slogu dolge cerkve okoli leta 1125 po načrtih neznanega arhitekta. Cerkev sprejme približno 800 ljudi.

## Zgodovina
Škof Reinald, ki je morda prišel iz Winchestra v Angliji, naj bi začel graditi stolnico okoli leta 1100. Končana je bila okoli leta 1150: mesto Stavanger šteje 1125 kot leto ustanovitve. Stolnica je bila posvečena svetemu Svitunu, zgodnjemu škofu Winchestra in pozneje zavetniku stolnice v Winchestru. Cerkev je bila sprva sedež škofije Stavanger znotraj Rimskokatoliške cerkve do protestantske reformacije.
Cerkvena stavba je imela prvotno leseno, pravokotno ladjo z ožjim, pravokotnim, ravno zaključenim in verjetno nižjim korom. Na zahodu je imela visok stolp. Mesto Stavanger je leta 1272 opustošil požar in stolnica je utrpela veliko škodo. Ponovno je bila zgrajena pod škofom Arnejem (1276–1303), ko je bila romanska stolnica povečana v gotskem slogu. Zahodni stolp je bil po požaru nadomeščen z vežo z nekoliko večjim temeljem. Kor so na novo zgradili in razširili, vendar ohranili prvotno širino. Njena vzhodna fasada je bila postavljena z dvema vogalnima stolpoma in velikim oknom. Romanski kor je imel pod seboj kripte.
Leta 1682 se je kralj Kristijan V. Danski odločil premakniti škofovski sedež Stavangerja v mesto Kristiansand v Kristiansandsko stolnico. Toda ob 800. obletnici Stavangerja leta 1925 je kralj Haakon VII. Norveški ponovno ustanovil škofijo Stavanger in imenoval Jacoba Christiana Petersena (1870-1964) za prvega škofa v Stavangerju po skoraj 250 letih.
Med prenovo stavbe v 1860-ih sta bili zunanjost in notranjost stolnice precej spremenjeni. Kamnite stene so ometali in stavba je izgubila velik del svojega srednjeveškega videza. Večja obnova, ki jo je v letih 1939–1964 vodil arhitekt Gerhard Fischer, je delno obrnila te spremembe. Zadnja večja obnova stolnice je bila izvedena leta 1999. Škotski obrtnik Andrew Lawrenceson Smith (ok. 1620-1694) je znan po svojih delih v stolnici v Stavangerju.
Pri vhodu v zakristijo so skulpture kralja Magnusa VI., kralja Erika II. in kralja Haakona V. Krstilnik je ocenjen na okoli leta 1300. Škofovski stol je iz leta 1925.

### Volilna cerkev
Leta 1814 je ta cerkev služila kot volilna cerkev (norveško valgkirke). Skupaj z več kot 300 drugimi župnijskimi cerkvami po Norveški je bila volišče za volitve v norveško ustavodajno skupščino iz leta 1814, ki je napisala norveško ustavo. To so bile prve državne volitve na Norveškem. Vsaka cerkvena župnija je bila volilni okraj, ki je izvolil ljudi, imenovane 'elektorji', ki so se kasneje sestali v vsakem okrožju, da bi izvolili predstavnike za skupščino, ki naj bi se sestala v Eidsvollu kasneje istega leta.

## Arhitektura
Bazilika stolnice v Stavangerju ima tri ladje z loki diafragme in dvignjeno osrednjo ladjo romanske zasnove. Na enem koncu ladje je kvadraten kor, ki obdaja oltar. Osrednja ladja je obdana z arkado z okroglimi stebri po vsej dolžini. Kapiteli na stebrih vsebujejo številne figure, ki prikazujejo prizore Ragnaroka (norveško Sodni dan). Nadaljnji zidani okraski vključujejo palmete in arkature na konzolah.
Vzhodna zunanjost stavbe ima dva stolpa, ki vsebujeta suličasta okna. Med stolpi in osrednjo stavbo so različne skulpture.
Okrog leta 1660 je bil parapet galerije okrašen z motivi, kopiranimi iz serije Cor Iesu Amanti Sacrum, sicer znanih kot Emblemi iz srca. Od prvotnih šestih motivov so trije na ogled v Stavangerskem muzeju.

## Galerija
- Zunanjost
- Pogled spredaj
- Pogled od zadaj (vzhodni del)
- Ladja
- Krstilnik
- Vrata na južni strani
- Škofov sedež
- Korna okna
- Prižnica
- Glava kralja Erika II.